# بطولة ويمبلدون 1985
هنا قائمة ببطولات ويمبلدون لسنة 1985:

## الكبار

### فردي رجال
بوريس بيكر هزم  كيفن كورين, 6-3, 6-7(4-7), 7-6(7-3), 6-4

### فردي سيدات
مارتينا نافراتيلوفا هزم  كريس إيفرت, 4-6, 6-3, 6-2

### زوجي رجال
هاينز غنتهارد و بالازس تاروزيسي هزم  بات كاش و جون فيتزجيرالد, 6-4, 6-3, 4-6, 6-3

### زوجي سيدات
كاثي جوردان و إليزابيث سمايلي هزم  مارتينا نافراتيلوفا و بام شرايفر, 5-7, 6-3, 6-4

### زوجي مختلط
بول ماكنامي و مارتينا نافراتيلوفا هزم  جون فيتزجيرالد و إليزابيث سمايلي, 7-5, 4-6, 6-2

## الشباب

### فردي أولاد
ليوناردو لافال هزم  إدواردو فيليس 6-4 6-4

### فردي بنات
أندريه هولايكوفا هزم  جيني بيرن 7-5 6-1

### زوجي أولاد
أوغستين مورينو و جايمي يزاغا هزم  بيتر كوردا و كايرل سك 7-6(7-3) 6-4

### زوجي بنات
لويس فيلد و جاناين تومبسن هزم  إيلنا رايناتش و جولي ريتشاردسن